# 碧岭社区
碧岭社区是中华人民共和国广东省深圳市坪山区碧岭街道办事处下辖的一个社区。碧岭社区与横岗交界，面积13.7平方公里，下辖9个居民小组，总人口约5万人。

## 行政区划
- 上沙
- 下沙
- 沙绩
- 新作陂
- 永仁陂
- 榕树背
- 新社
- 碧岭围
- 安田

办公地址位于风顺路28号。

## 事迹
1.2013年发生了轰动深圳的社区工作人员侵吞公款事件。
2.2014年发生了村民举报村官被报复风波。这两件事是导致深圳市政府对基层进行改革的因素之一。
3.创建了新颖的社区管理模式：碧岭模式。